# 赵峡
赵峡（1958年—），河北顺平人，汉族，中华人民共和国政治人物、第十一届全国人民代表大会新疆地区代表。
毕业于西安冶金建筑学院炼铁专业，是中共党员。担任宝钢集团副总经理、八一钢铁有限公司党委书记。2008年起担任全国人大代表。